# کتابخانه ملی اسکاتلند
کتابخانهٔ ملی اسکاتلند (به انگلیسی: National Library of Scotland) این کتابخانه در سال ۱۶۸۲ تحت عنوان «کتابخانهٔ وکلا» بنیاد نهاده شد. اعضای هیئت علمی کانون وکلا، مجموعه‌های خود را در سال ۱۹۲۵ به مردم اهدا کردند و مجلس، آن‌ها را در قالب کتابخانهٔ ملی در دسترس همگان قرار داد. از سال ۱۷۰۹ تاکنون این کتابخانه مسئول قانون واسپاری مواد است و مجموعه‌های منحصربه‌فردی را از کتاب‌ها و نسخه‌های خطی اسکاتلند دربردارد. این کتابخانه در ادینبرو مستقر است و دارای تالار مطالعهٔ بسیار زیبا و اتاق‌های نمایش باشکوهی است. سالانه بیش از ۱۰۰٬۰۰۰ اثر چاپی به این کتابخانه وارد می‌شود و هیئت امنای کتابخانه فعالیت‌های آن را هدایت می‌کند. در این کتابخانه بیش از ۲۴ میلیون مورد در قالب‌های مختلف از جمله کتاب، نسخه‌های خطی مشروح و پیش‌نویس‌های اولیه، کارت پستال، عکس و روزنامه نگهداری می‌شود. این کتابخانه همچنین مکان آرشیو تصاویر متحرک اسکاتلند، مجموعه‌ای از بیش از ۴۶۰۰۰ ویدئو و فیلم است.